# Évacuation de Laval (1793)
 (mars 2017).
Pendant guerre de Vendée
L'évacuation de Laval se déroule en octobre 1793 lors de la guerre de Vendée. Elle anticipe la victoire des Vendéens lors de la prise de la ville.

## Prélude
Après avoir traversé la Loire, les Vendéens occupent Varades où leurs officiers se sont réunis en conseil le 19 octobre 1793. Le 20 octobre, l'armée se met en marche pour Laval. Sur son passage, elle arrive à Château-Gontier le 21.
Le 22 octobre, les Vendéens sont devant Laval, défendue cette fois par 6 000 hommes. C'est le début de la bataille de Laval.
Dans ces circonstances, les administrateurs du département de la Mayenne, pour éviter que les détenus, prêtres réfractaires et suspects, parmi lesquels se trouvent quelques patriotes, soient délivrés par les Vendéens, décident de les faire conduire loin du théâtre de la guerre. 
Le 23, au matin, ils sont dirigés sur Mayenne. Les prêtres sont emmenés à Lassay, pour être conduits à Rambouillet. Les autres sont dirigés sur Le Ribay et Javron. Le convoi est rejoint par divers fonctionnaires, partis après eux de Laval, et parmi ceux-ci le citoyen François Midy. 

### Le sort des prêtres
Le 20 juin 1792, les administrations du département et du district rendirent en commun un arrêté ordonnant l'incarcération d'environ 400 prêtres non assermentés que l'on avait forcé depuis trois mois de se rendre de tous les points du département, à Laval, où ils étaient soumis tous les jours à un appel de présence. Deux cents d'entre eux environ furent renfermés dans la maison des Cordeliers, et les autres dans celle des Capucins. La déportation réduit le nombre de prêtres à cent environ, qui, vers le milieu d'octobre, sont transférés au Monastère de Patience de Laval qui est transformé en une maison de détention. 
Les prêtres détenus, à l'exception de quatorze vieillards infirmes, sont entassés sur des charrettes, pour les mener à Rambouillet.
Les prêtres sont emmenés lors de l'évacuation de la ville à Lassay où ils couchent dans la cour du Château de Lassay. La nuit suivante, ils sont parqués à Pré-en-Pail en plein air dans le froid.
Ils sont ensuite conduits à Couterne, à Chartres, puis à Rambouillet. 
Les prêtres subissent de la part de Marat-Rigaudière, qui accompagne le convoi des prisonniers, des insultes et des coups. Ils étaient liées deux à deux et attachés ensemble. 
Une enquête dressée par Pierre Grosse-Duperon, juge de paix à Couterne en 1795 permet d'illustrer les comportements de Marat-Rigaudière.
Ils arrivent le 26 novembre, à Rambouillet où ils sont emprisonnés dans des conditions misérables pendant deux hivers. La majeure partie des prisonniers meurt de misère. Au mois de janvier 1794, les membres du Comité révolutionnaire de Laval envoient un commissaire réclamer les prêtres détenus à Rambouillet. Les membres du comité de Dourdan, dans le ressort duquel était située la maison de détention, refusèrent. Les prisonniers restèrent à Rambouillet, et, après la mort de Robespierre, ils furent remis en liberté.

### Le sort des patriotes
François Midy s'intéresse aux prisonniers patriotes, presque tous anciens fonctionnaires destitués et arrêtés pour cause de fédéralisme.
Lorsque le convoi part, par Pré-en-Pail, pour Alençon, il fait preuve d'humanité et intervient auprès des prisonniers en leur sauvant la vie : il les fait séparer des autres suspects et obtient du conventionnel Letourneur qu'ils soient maintenus dans les prisons d'Alençon tandis que les autres prisonniers étaient dirigés sur Chartres. Midy marque alors un certain courage pour oser s'intéresser à des prisonniers, au risque d'être lui-même considéré comme suspect.

## Sources
- Étienne-Louis Couanier de Launay, Histoire de Laval (818-1855), Imp. Godbert, 1856, 608 p. [détail des éditions] (lire en ligne)
- Répertoire archéologique de l'Anjou, 1868